# 권양기

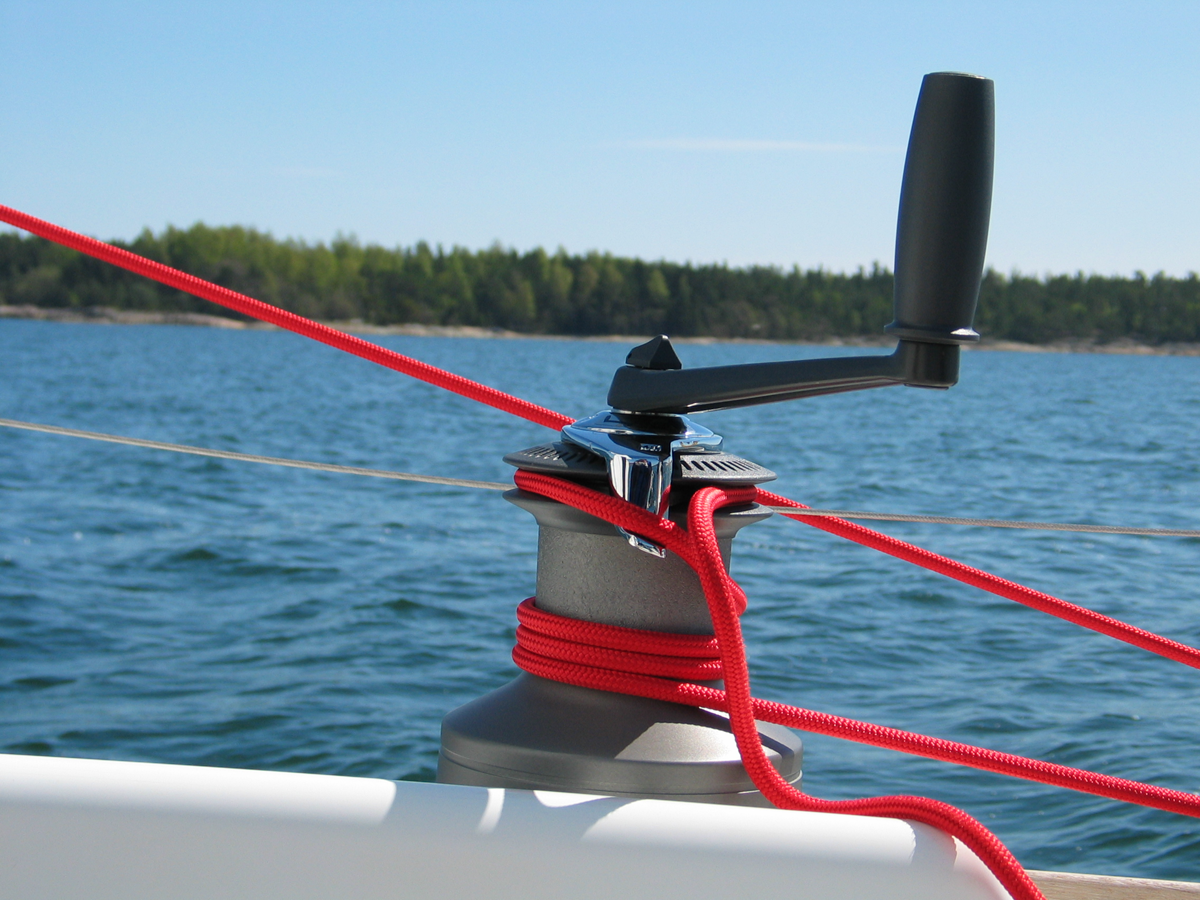

권양기(捲揚機)는 밧줄, 와이어로프(이른바 케이블, 와이어 케이블)의 장력을 조정하거나 물체를 들어올리거나 끌어당기기 위해 사용하는 기계적 장치이다. 영어명인 윈치(winch)로도 지칭된다.
가장 단순한 형태로 하드 크랭크에 부착된 스풀(드럼)으로 구성된다. 전통적으로 선박의 권양기는 드럼에 와이어나 로프를 적재한다. 적재되지 않은 것은 캡스탠(capstan)으로 부른다. 권양기는 견인차, 엘리베이터 등의 기기들에 기초를 둔다. 더 복잡한 디자인은 톱니바퀴 부품을 갖추고 있어서 전기, 수리학, 내연기관적 도움을 받아 동력을 사용할 수 있다. 일부 권양기는 장력을 유지하기 위한 스트리퍼(stripper)라는 것이 있는데, 이를 셀프테일링(self-tailing) 권양기라고 부른다.

## 같이 보기
- 호이스트
- 패러세일링
- 도르래